# Kiczarowo
Kiczarowo (deutsch Kitzerow) ist ein Dorf der Gemeinde Stargard (Stargard in Pommern) in der polnischen Woiwodschaft Westpommern.

## Geographische Lage
Kiczarowo liegt in Hinterpommern, etwa acht Kilometer nordöstlich der Stadtmitte von Stargard und 36 Kilometer östlich von Stettin.

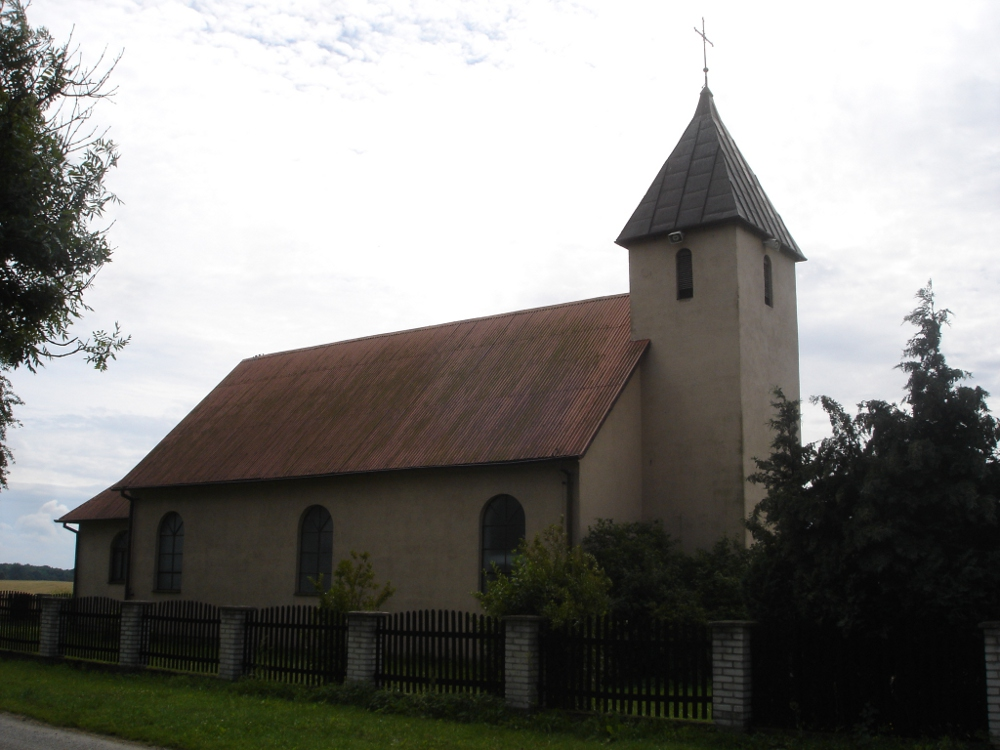
Dorfkirche

## Geschichte
Die Ortschaft ist aus einem Rittergut hervorgegangen, das ehemals ein altes Lehen der Familie Suckow war und von dieser um die Mitte des 18. Jahrhunderts veräußert wurde. Um 1780 gab es in Kitzerow ein Ackerwerk, das auf der Feldmark am See Patsch angelegte Vorwerk Augustenhof, mit einem Gasthof, einen Großbauern, dessen Landbesitz den doppelten Umfang hatte wie der eines gewöhnlichen Vollbauern, sechs Vollbauern, einen Küster, einen Prediger, einen Schulmeister, eine Schmiede und insgesamt 20 Haushaltungen. Nachdem es später weitere Besitzer gehabt hatte und in Konkurs gegangen war, wurde das Gut 1789 für 10.600 Taler an den Kriegs- und Domänenrat Georg Wilhelm von Hill verkauft. Nach weiteren Besitzerwechseln erwarb es um 1832 der Amtsrat Karl Rudolf Mätzke, der es bis 1852 besaß und mit Hilfe eines Oberinspektors sowie eines Gutsverwalters und dank Doppelter Buchführung zu einem prosperierenden und mustergültigen Gutsbetrieb entwickelte. Das Gut einschließlich des Vorwerks hatte damals eine Größe von über 2.723 Morgen, wovon 2.115 Morgen Ackerland und 245 Morgen Wiesen waren. Nach weiteren Besitzerwechseln wurde das Gut 1862 für 285.000 Taler von dem Stettiner Kaufmann Scalla erworben, der es seinem Sohn übertrug.
Um 1930 hatte die Gemeinde Kitzerow eine Flächengröße von 7,5 km². Innerhalb der Grenzen des Dorfs standen insgesamt 30 Wohngebäude, und es gab zwei Wohnorte:
1. Augustenhof
2. Kitzerow

Im Jahr 1925 wurden 230 Einwohner gezählt, die auf 50 Haushaltungen verteilt waren.
Bis 1945 gehörte Kitzerow zum Landkreis Saatzig in der Provinz Pommern.
Gegen Ende des Zweiten Weltkriegs wurde Kitzerow Anfang März 1945 von der Sowjetarmee besetzt. Nach Kriegsende wurde die Ortschaft unter polnische Verwaltung gestellt. Kitzerow wurde in Kiczarowo umbenannt.

## Religion
Die vor 1945 in Kitzerow anwesenden Dorfbewohner gehörten mit großer Mehrheit der evangelische Konfession an. Im Jahr 1925 wurden in Kitzerow 23 Katholiken gezählt.